# Omar Wehbe
Omar Wehbe (1944 - 2019) fue un futbolista argentino surgido en las divisiones inferiores del Club Atlético Vélez Sarsfield de Argentina, debutando el 19 de diciembre de 1965. Centrodelantero, referente de área, fue el máximo goleador del Torneo Nacional 1968 con 13 tantos, cuando "El Fortín" consiguió el primer título de su historia profesional; convirtiendo tres tantos más en la victoria por 4:2 en el partido final contra Racing Club. También en dicho torneo conquistó cinco goles contra Huracán de Bahía Blanca en la victoria por 11:0. 
Posteriormente, diversas lesiones lo obligaron a abandonar la profesión en temprana edad de 27 años.
Falleció el 2 de febrero de 2019, a la edad de 74 años.

## Vélez Sarsfield
Las cuentas son elocuentes, Wehbe vistió la divisa del club de Liniers en 95 presentaciones y perforó los piolines rivales en 57 ocasiones a un promedio de 0,60 goles por encuentro.

## Nacional 1968
La consagración del Turco llegó en ese campeonato, cuando el equipo de Manuel Giúdice obtuvo el primer título profesional de la historia del club, tras prevalecer en el triangular final sobre Racing (4-2) y River (1-1).
En ese certamen, Wehbe convirtió 16 tantos y fue el máximo artillero, destacándose los cinco que le gritó a Huracán de Bahía Blanca, en un insólito 11-0 en partido de la decimotercera fecha.

## Chacarita Jrs y retiro
El exfutbolista finalizó su carrera a los 27 años en Chacarita (1971), a causa de una lesión en la rodilla derecha que truncó su continuidad en el fútbol profesional.

## Fallecimiento
Su estado de salud se había deteriorado en los últimos años debido a un prolongada enfermedad. En su recuerdo, antes de empezar Vélez-River en el José Amalfitani, se realizó un minuto de silencio.

## Clubes

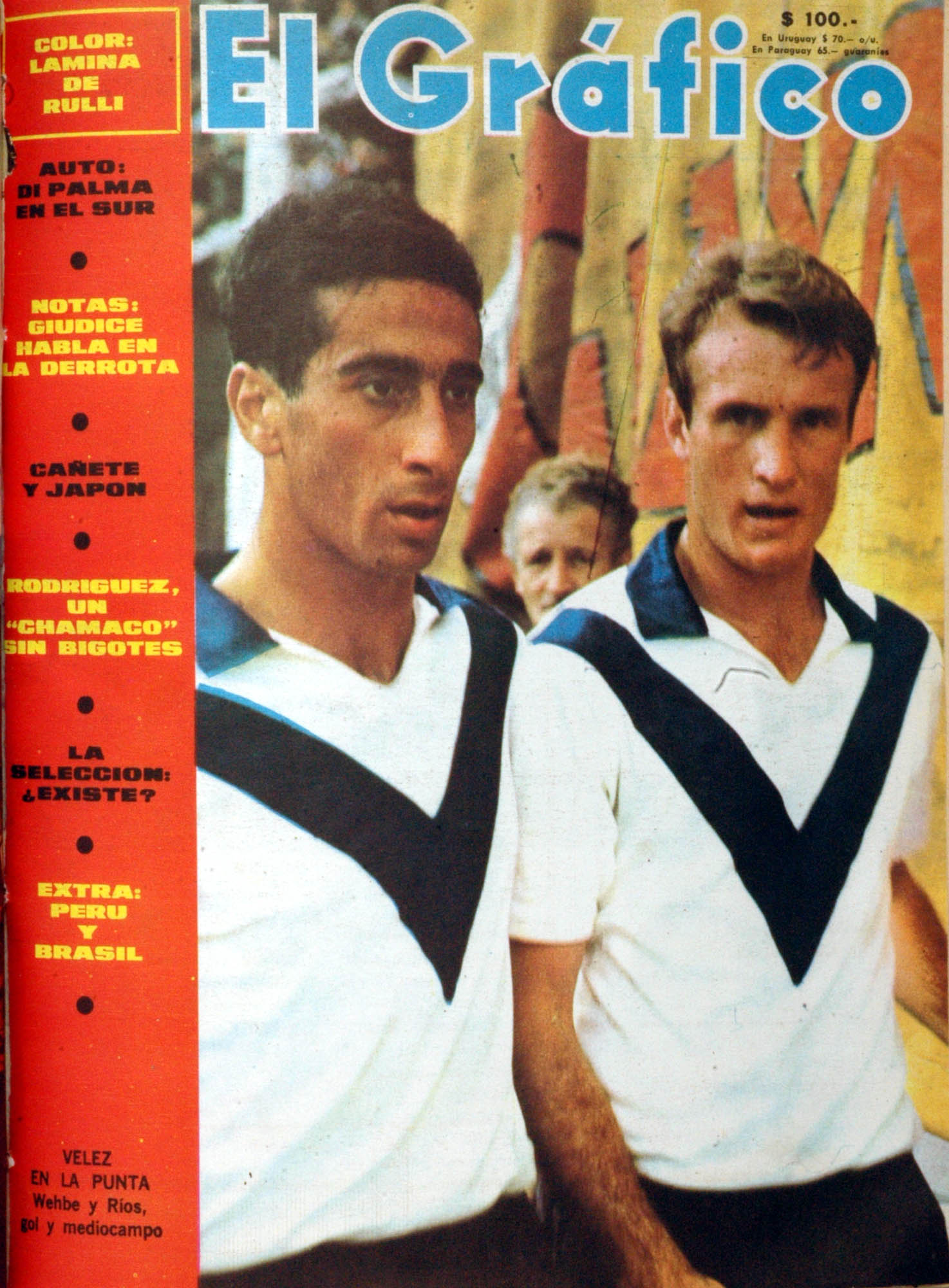
Wehbe acompañado de Ríos en 1969.

| Club              | País      | Año         | Partidos | Goles | Promedio |
| ----------------- | --------- | ----------- | -------- | ----- | -------- |
| Vélez Sarsfield   | Argentina | 1965 - 1970 | 95       | 56    | 0,58     |
| Chacarita Juniors | Argentina | 1970 - 1971 | 4        | 1     | 0,25     |
| Total             |           |             | 99       | 57    | 0,57     |

## Palmarés

### Campeonatos nacionales
| Título           | Club            | País      | Año    |
| ---------------- | --------------- | --------- | ------ |
| Primera División | Vélez Sarsfield | Argentina | N-1968 |

### Distinciones individuales
| Distinción | Club            | País      | Año  | Goles |
| ---------- | --------------- | --------- | ---- | ----- |
| Goleador   | Vélez Sarsfield | Argentina | 1968 | 16    |

- Datos: Q3351914